# Симонов, Вениамин Фёдорович
Вениамин Фёдорович Симонов (1936—2019) — советский и российский учёный в области энергетики, доктор технических наук (1984), профессор (1985).  Заслуженный работник высшей школы Российской Федерации (2000). 

## Биография
Родился 2 января 1936 года в Москве.
С 1959 года после окончания Московского энергетического института был направлен инженером-энергетиком на Саратовском заводе «Синтезспирт».
С 1966 года учился в аспирантуре Саратовского политехнического института, в 1969 году после защиты кандидатской диссертации был назначен доцентом. В 1984 году защитил докторскую диссертацию. С 1985 года — профессор кафедры промышленной теплотехники СГТУ.
С 1985 по 2003 год — заведующий кафедрой промышленной теплотехники и одновременно с 1985 по 1990 годы являлся деканом энергетического факультета СГТУ, основная научная деятельность профессора В. Ф. Симонова была направлена на исследования в области разработки методов эффективного использования тепло-энергетических ресурсов в теплоэнергетике, теплотехнологиях и в системах обеспечения жизнедеятельности промышленных предприятий и городов, он был руководителем исследований в области оптимизация энергопотребления и повышения энергоэффективности технологических процессов нефтехимии, нефте- и газопереработки и предприятий по переработке минералоорганического сырья. Профессором В. Ф. Симоновым была создана научная школа по энергосбережению в отраслях химического профиля, им так же была открыта новая специальность «Энергетика теплотехнологий».
Умер 16 ноября 2019 года в Саратове.

## Награды
- Заслуженный работник высшей школы Российской Федерации (2000)
- Почётный работник высшего профессионального образования Российской Федерации